# ジョッキークラブオークス
ジョッキークラブオークス（Jockey Club Oaks）は、アメリカ合衆国ニューヨーク州のベルモントパーク競馬場芝11ハロンで施行されている競馬平地競走である。

## 概要
2019年2月13日、ニューヨーク州競馬協会（NYRA）は3歳牡馬および牝馬を対象とした芝競走の三冠シリーズ創設を発表した。
このうち、3歳牝馬の三冠競走は、7月のベルモントオークスインビテーショナルステークス（芝10ハロン）、8月のサラトガオークス（芝9.5ハロン）と合わせて「ターフティアラ」を形成し、本競走は最終戦にあたる。なお、各競走ともに賞金は各75万ドル（約8300万円）であるが、現時点で三冠全てを勝った場合のボーナスは設定されていない。2021年まで本競走はグレード格付けは取得しておらずリステッド競走であったが、2022年よりG3に格上げされることになった。
2020年は新型コロナウイルス感染拡大の影響により開催取りやめとなった。

## 歴代優勝馬
| 回数  | 施行日        | 優勝馬         | 性齢 | タイム  | 優勝騎手     | 管理調教師    |
| ----- | ------------- | -------------- | ---- | ------- | ------------ | ------------- |
| 第1回 | 2019年9月7日  | Edisa          | 牝3  | 2:17.02 | F.Prat       | A.Royer-Dupre |
| 第2回 | 2021年9月18日 | Shantisara     | 牝3  | 2:16.91 | F.Prat       | C.Brown       |
| 第3回 | 2022年9月17日 | McKulick       | 牝3  | 2:12.38 | I.Ortiz, Jr. | C.Brown       |
| 第4回 | 2023年9月16日 | Eternal Hope   | 牝3  | 2:16.47 | J.Spencer    | C.Appleby     |
| 第5回 | 2024年9月14日 | Beautiful Love | 牝3  | 2:15.28 | D.Davis      | C.Appleby     |